# Armand Chagot
Pour les articles homonymes, voir Chagot.
Armand Chagot est un acteur français, né le 10 octobre 1949 à Argenteuil (Val-d'Oise) et mort le 15 novembre 2010 à Pierre-Bénite (Rhône).

## Biographie
Armand Chagot est notamment connu pour avoir tenu le rôle du gendarme Raymond, ami de Louis Roman, dans la série Louis la Brocante. On peut aussi le voir dans d'autres longs métrages, tel Un crime au Paradis de Jean Becker.
Il meurt d'un cancer le 15 novembre 2010. Il repose au cimetière d'Yzeron (Rhône).

## Filmographie

### Cinéma
- 1986 : Canevas la Ville de Charles Dubois : Ferdinand/Gervais
- 1994 : Les Braqueuses de Jean-Paul Salomé : Le convoyeur no 1
- 1997 : C'est pour la bonne cause ! de Jacques Fansten : Un clochard
- 2001 : Un crime au Paradis de Jean Becker : L'adjudant-chef de gendarmerie Fortin
- 2002 : Lundi matin de  Otar Iosseliani : Le frère de Michel
- 2002 : L'Homme du train de Jean-Paul Salomé : Le jardinier
- 2002 : Le Papillon de Jacques Fansten : Le secouriste
- 2007 : Les Yeux bandés de Thomas Lilti : Le propriétaire de la villa

### Télévision
- 1986 : Le Petit Docteur (série télévisée) : Le pompiste
- 1995 : Lettre ouverte à Lili de Jean-Luc Trotignon (téléfilm) : Le garagiste
- 1996 - 1999 : Le Refuge de Philippe Roussel (série télévisée)  Armand
- 1998 - 2011 : Louis la Brocante (série télévisée) : gendarme Raymond Leveillan (32 épisodes)
- 2004 : La Fonte des neiges de Laurent Jaoui (téléfilm) : Un villageois
- 2005 : Le Camarguais (série télévisée) : Fabio
- 2006 : Mafiosa, le clan de Hugues Pagan (téléfilm) : Le responsable des docks
- 2009 : La Maîtresse du président de Jean-Pierre Sinapi (téléfilm) : Leydet
- 2010 : Bienvenue à Bouchon de Luc Béraud (téléfilm) : Riquet

## Théâtre
- 1990 : Le Songe d'une nuit d'été de Shakespeare, mise en scène par Jacques Mornas
- 1990 : Un bon patriote de John Osborne, mise en scène par Jean-Paul Lucet
- 1991 : La Nuit des rois de Shakespeare, mise en scène par Jacques Mornas
- 1991 : Un Faust irlandais de Lawrence Durrell, mise en scène par Jean-Paul Lucet
- 1992 : L'Éventail de Goldoni, mise en scène par Jacques Mornas
- 1993 : La Trilogie de Paul Claudel, mise en scène par Jean-Paul Lucet
- 1993 : Le Marquis de Montefosco de Goldoni, mise en scène par P. Delaigue
- 1994 : Mort à la guerre en temps de paix d'après Les Cercueils de zinc de Svetlana Aleksievitch, mise en scène par Patrick Le Mauff
- 1994 : Lulu de Frank Wedekind, mise en scène par Françoise Maimone
- 1995 : État des lieux de Jean-Yves Pick, mise en scène par Jean-Yves Pick
- 1995 : Le Marchand de paix d'Aristophane, mise en scène par Michel Vericel
- 1996 : La Noce chez les petits bourgeois de Bertolt Brecht, mise en scène par Patrick Le Mauf
- 1997 : Éléments moins performants de Peter Turrini, mise en scène par Patrick Le Mauff
- 1997 : On ne badine pas avec l'amour d'Alfred de Musset, mise en scène par Stanislas Foriel
- 1997 : Les Femmes savantes de Molière, mise en scène par Marc Dufour
- 1998 : Combat de nègre et de chiens de Bernard-Marie Koltès, mise en scène par Brigitte Foray
- 1998 : La Mandragore de Machiavel, mise en scène par Pierre Desmaret
- 1998 : Grégoria de Fortunato Seminara, mise en scène par Elizabeth Marie
- 1999 : La Locandiera de Goldoni, mise en scène par Jacqueline Bœuf
- 2000 : Les Généreux (El Ajouad) d'Abdelkader Alloula, mise en scène par Elisabeth Marie
- 2000 : En attendant Godot de Samuel Beckett, mise en scène par Raphaël Simonet
- 2000 : Les Dires (Legoual) d'Abdelkader Alloula, mise en scène par Elizabeth Marie
- 2001-2002 : Le Roi Lear de Shakespeare, mise en scène par Françoise Maimone
- 2003 : La Mouette d'Anton Tchekhov, mise en scène par André Tardi
- 2003 : Ivanov d'Anton Tchekhov, mise en scène par Françoise Maimone
- 2004 : Reviens à toi encore de Gregory Motton, mise en scène par Pierre Lamber
- 2004 : Fool for Love de Sam Shepard, mise en scène par Nathalie Legros
- 2004-2005 : Le Saut de l'ange de Gilles Granouillet, mise en scène par François Rancillac
- 2004-2005 : Le Cid de Corneille, mise en scène par Arlette Allain
- 2005 : Caravanes de Emmanuelle Petit, mise en scène par Louis Bonnet
- 2006 : Earvat, lecture mise en espace par Christian Schiaretti
- 2006-2009 : Coriolan de Shakespeare, mise en scène par Christian Schiaretti
- 2006-2008 : On ne badine pas avec l'amour d'Alfred de Musset, mise en scène par Philippe Faure
- 2008 : Par-dessus bord de Michel Vinaver, mise en scène par Christian Schiaretti
- 2009-2010 : Les Mandibules (Pièces baroques I) de Louis Calaferte, mise en scène par Luc Chambon
- 2010 : Le Malade imaginaire de Molière, mise en scène par Philippe Faure